# Porstube
Die Porstube ist ein Raum in einem Nebengebäude des Bauernhofes im ostthüringischen bzw. westsächsischen Raum, der die gesamte Breite des Gebäudes einnimmt und häufig auch dessen halbe Länge beansprucht.
Die Bezeichnung Porstube rührt dabei daher, dass sich der bezeichnete Raum empor befindet, das heißt im ersten Stockwerk. 
Die meiste Zeit des bäuerlichen Wirtschaftsjahres diente die Porstube zur Lagerung von Kleingerät oder Vorräten. Zur Kirchweih jedoch und zu bestimmten großen Familienfesten wurde die Porstube freigeräumt, gesäubert und ausgeschmückt, damit man mit den Nachbarbauern oder der Verwandtschaft darin feiern und zu volkstümlicher  Kapellmusik tanzen konnte. Als Sitzgelegenheit befand sich eine rings um die Wände des Raumes fest eingebaute hölzerne Sitzbank. Um dem Raum eine feierliche Gestalt zu geben, wurden die weiß gekalkten Fachwerkfelder der Seiteninnenwände mit Bemalungen, Ornamenten und Sprüchen gestaltet. Zu seiner beschriebenen Zweckbestimmung wurde die Porstube hauptsächlich vom 17. Jahrhundert bis zum zweiten Drittel des 19. Jahrhunderts und vereinzelt noch bis zum ersten Viertel des 20. Jahrhunderts genutzt.

## Erhaltene Porstuben
- Rittergut Schwanditz